# Pantopsilus
Pantopsilus is een geslacht van wantsen uit de familie van de Reduviidae (Roofwantsen). Het geslacht werd voor het eerst wetenschappelijk beschreven door Berg in 1879.

## Soorten
Het genus bevat de volgende soorten:

- Pantopsilus bosqi Lent & Wygodzinsky, 1947
- Pantopsilus longipes (Berg, 1879)